# Ханабад (Аскеранський район)
Ханабад (вірм. Խանաբադ, азерб. Xanabad), також Джрвер (вірм. Ջրվեր) та Воскеваз (вірм. Ոսկեվազ) — село у Аскеранському районі Нагірно-Карабаської Республіки. Село розташоване на північ від Аскерана, поруч з селами Храморт, Парух та Сардарашен.

## Пам'ятки
У селі розташоване селище «Джрвеж» 12-17 ст., кладовище «Наатак» 17 ст., середньовічна печера-святиня «Мец нан», церква Сурб Аствацацін 19 ст., каплиця 1224 р., селище «Єрешен» 18-20 ст., хачкар 9-13 ст., селище «Верін Кліджбах» (за 3 км на захід від села) 12-20 ст. та кладовище 19-20 ст.